# Astra Bus
Astra Bus este o companie producătoare de autobuze din Arad. Compania a fost creată în 1996, fiind desprinsă din Astra Vagoane Arad. Din 2014, compania deținută de Iulian Popa și de familia Gavra se află în insolvență.

## Produse
- Ikarus 415 T
- Irisbus Agora
- Irisbus Citelis
- Iveco New Daily
- Mercedes-Benz Sprinter
- Volkswagen Crafter

## Galerie

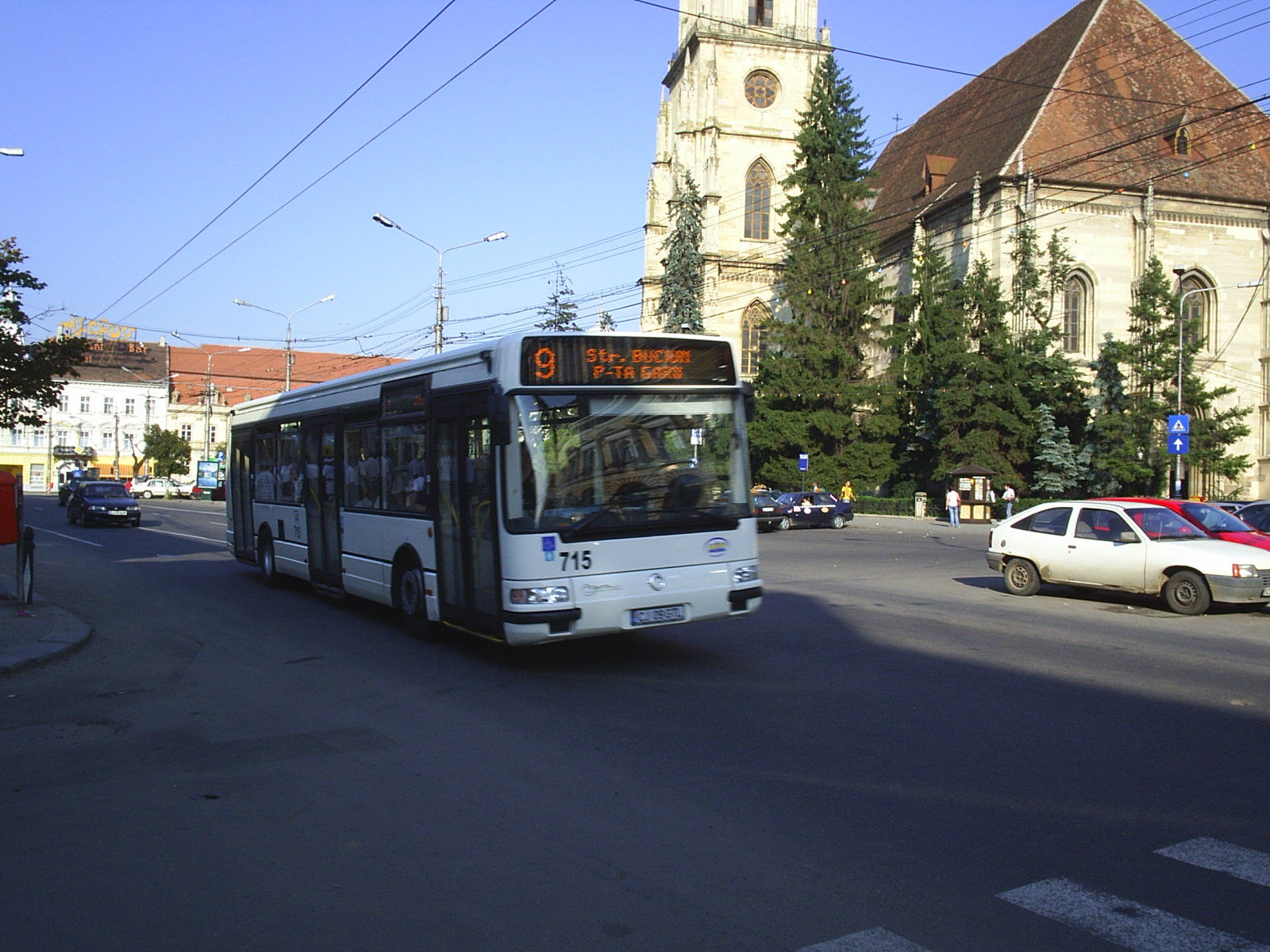
Autobuz Astra/Irisbus Agora S în Cluj
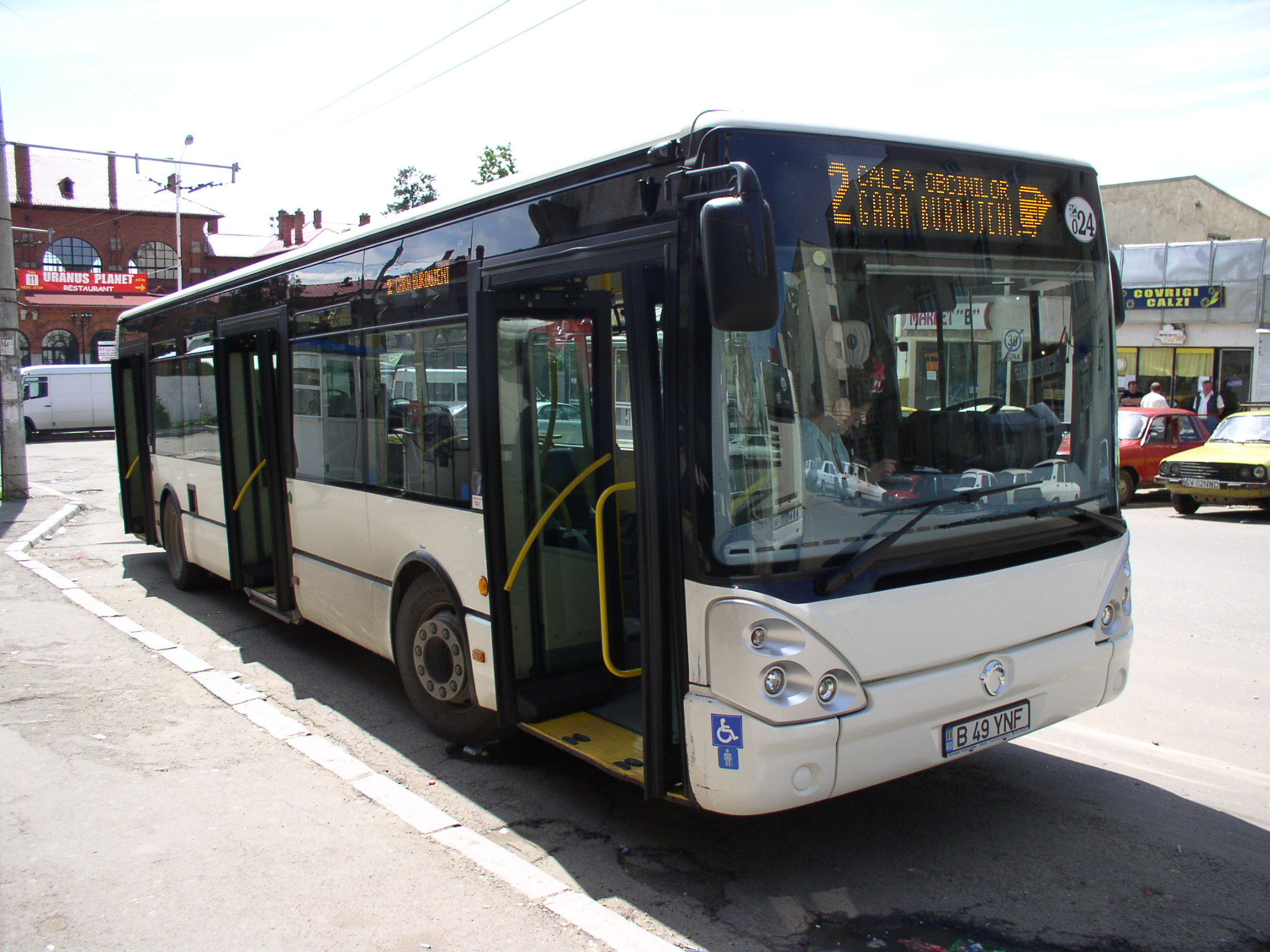
Autobuz Astra/Irisbus Citelis 12 în Suceava
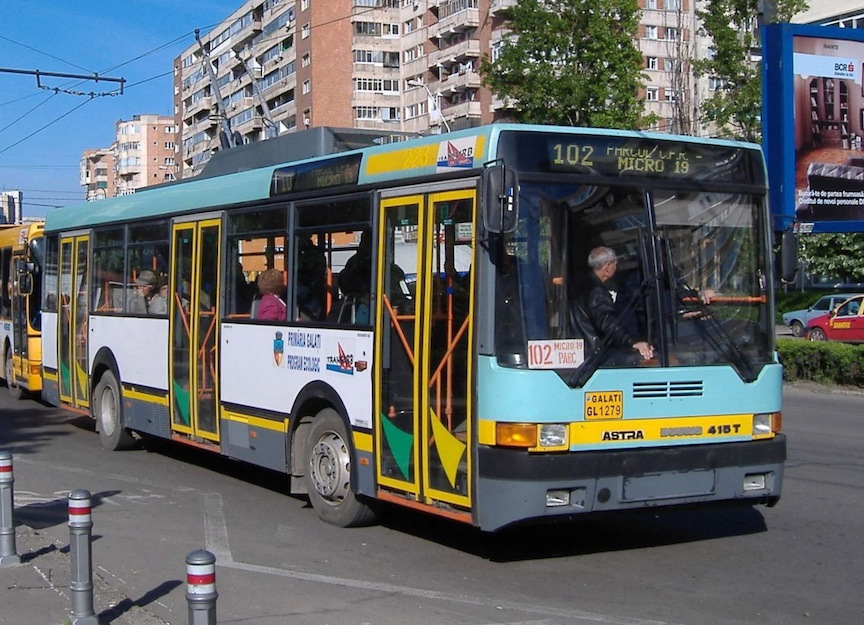
Troleibuz Astra/Ikarus 415T în Galați
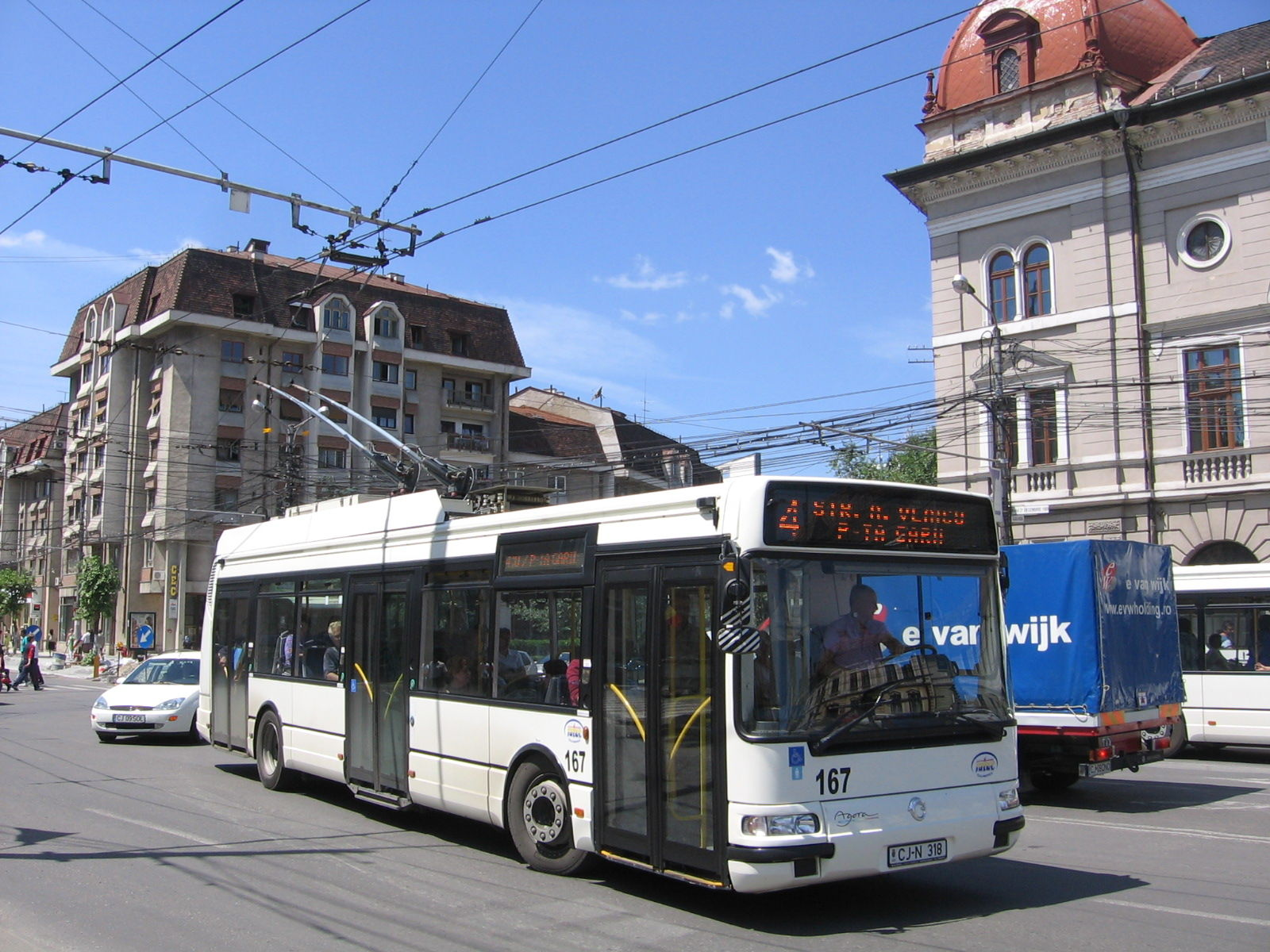
Troleibuz Astra/Irisbus Agora ST în Cluj
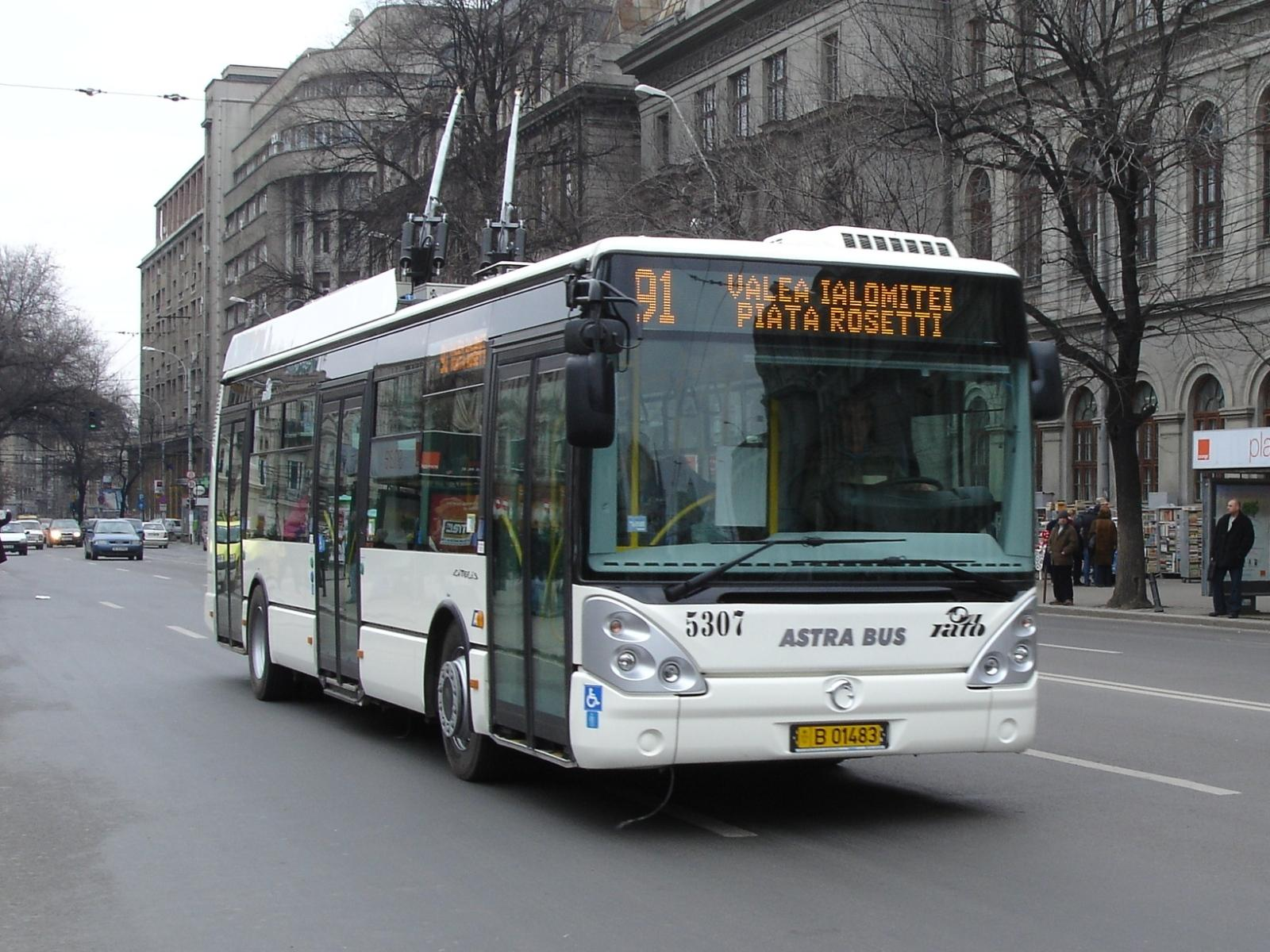
Troleibuz Astra/Irisbus Citelis 12T în București
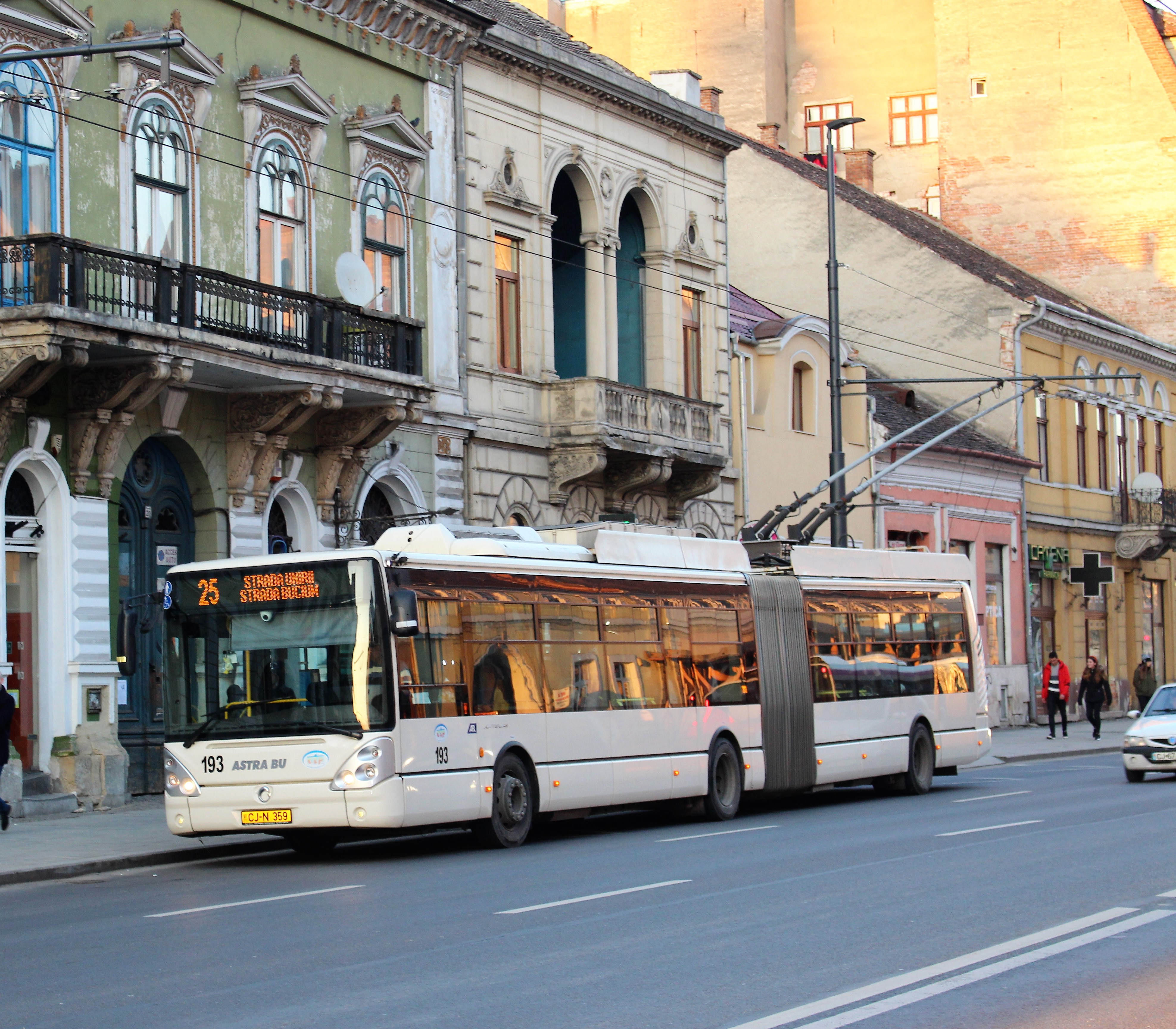
Troleibuz Astra/Irisbus Citelis 18T în Cluj
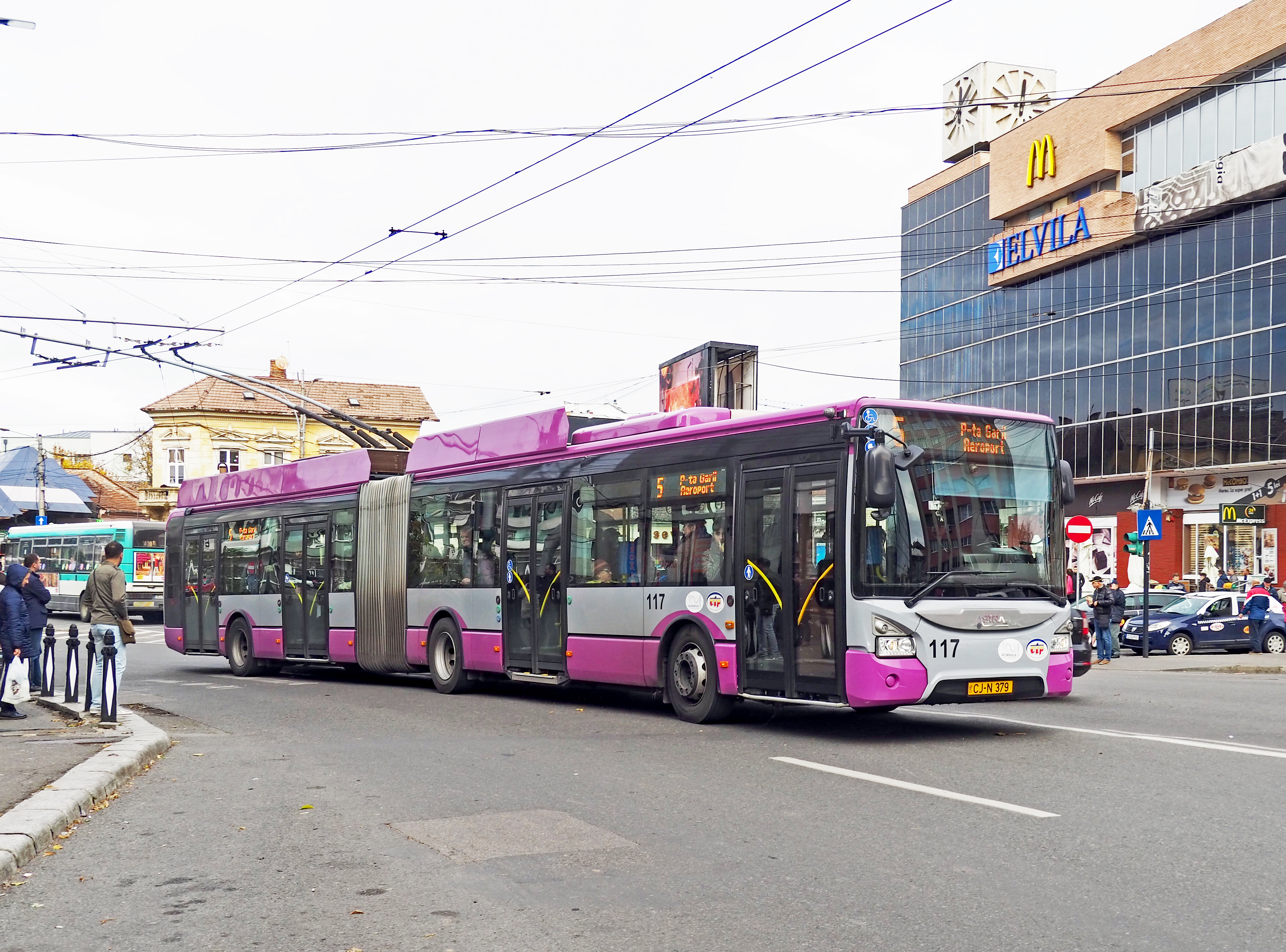
Troleibuz Astra Town 118 în Cluj